# セミオロジー

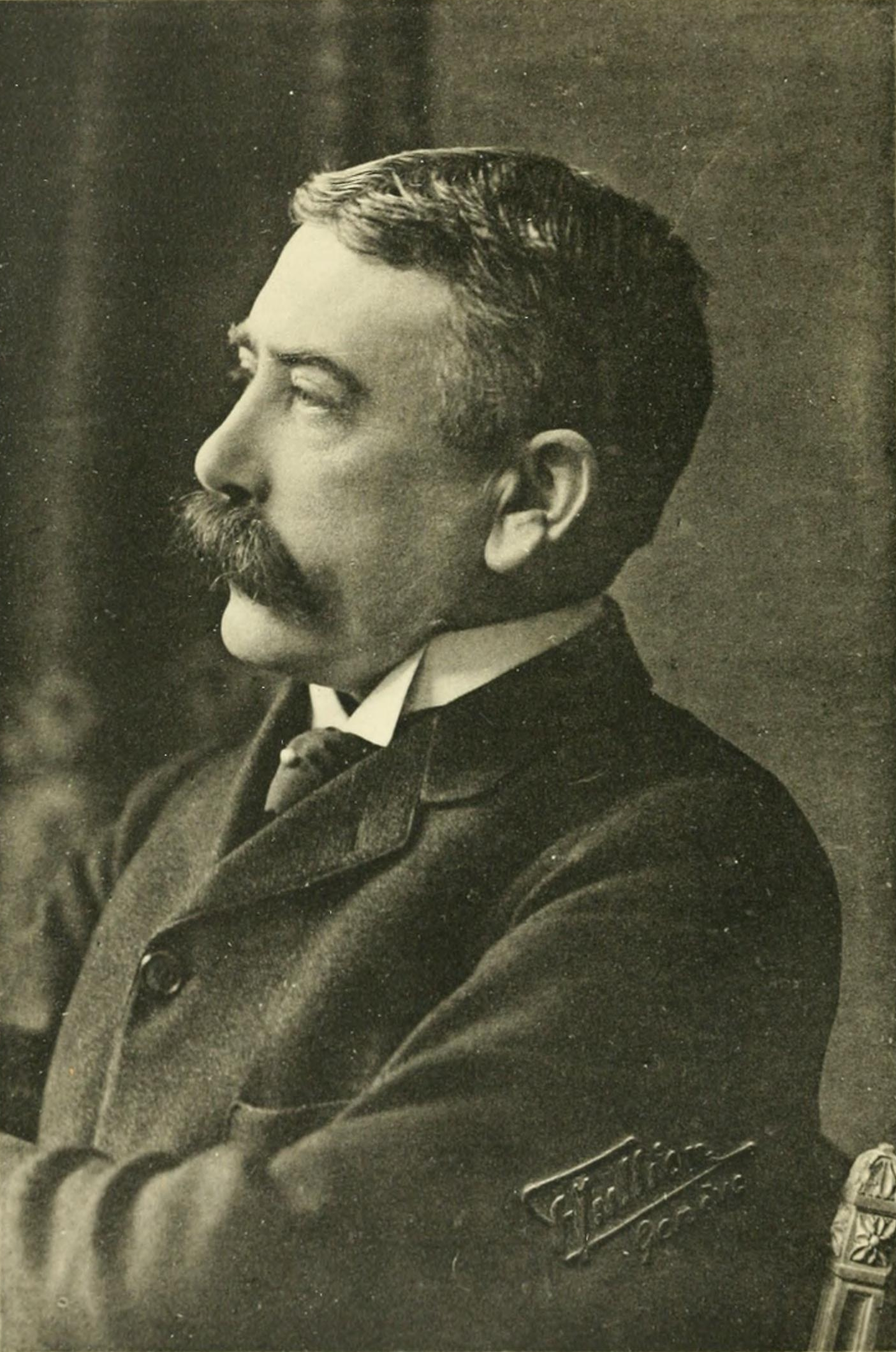
フェルディナン・ド・ソシュール、セミオロジーの提唱者

セミオロジー（仏: Sémiologie）は、フェルディナン・ド・ソシュールによって展開された記号（シーニュ）に関する、学問。記号学。セメイオロジー（仏: séméiologie）とも。シニフィアンとシニフィエの二項による。
チャールズ・サンダース・パースの提唱したセミオティクス＝記号論（きごうろん）に対して、記号学（きごうがく）と訳される。以下、セミオロジーを記号学、セミオティクスを記号論と訳す。

## 応用
- 文学 - ウンベルト・エーコ、アルジルダス・グレマス
- コミュニケーション - ジョルジュ・ムーナン（Georges Mounin）
- 地理学 - ジャック・ベルタン、グラフィック記号学
- 視覚記号学（Sémiologie visuelle） - グループμ
- 写真
- 映画 - クリスチャン・メッツ
- 音楽
  - グレゴリオ聖歌記号学（Sémiologie grégorienne） - サン・ピエール・ド・ソレム修道院